# Anne Philiberte Coulet
Anne Philiberte Coulet (1736. – 1800.) je bila francuska grafičarka. Neka se njena djela nalaze u Galeriji starih i novih majstora Gradskog muzeja u Varaždinu. Među rijetkim je grafičarkama tog doba. Poznata je po izvrsnim reprodukcijama slika C. J. Verneta koje prikazuju ribare.